# Виноградівський парк
Виногра́дівський парк — парк-пам'ятка садово-паркового мистецтва місцевого значення в Україні. Розташований у селі Виноградівка Розсошанської сільської громади Хмельницького району Хмельницької області. 
Площа парку 7 гектарів. Статус присвоєно згідно з розпорядженням виконавчого комітету Хмельницької обласної Ради депутатів трудящих від 22.10.1969 року № 358-р. Перебуває у віданні: Психоневрологічний інтернат с. Виноградівка.

## Історія
Спочатку село Виноградівка (колишня назва — Казімірок) належало польському поміщику Дунському, потім іншому поміщику (від прізвища якого походить назва села), а згодом — Віхерському, який і побудував у діброві на околиці села двоповерховий будинок (палац). Частину діброви було перетворено у парк, закладено сад. Селян, які проживали на прилеглих територіях, переселили в інше місце. 
Наступним власником помістя став польський поміщик Владислав Біскупський, його син Костянтин володів помістям до революційних подій 1917 року та громадянської війни. І хоча місцеві жителі пам'ятають пана як добру і чуйну людину, його схопили і зв'язаного, етапом, доставили у Проскурів. Звідти він утік, забравши дружину й дочку до Польщі. Поміщицькі багатства селяни розграбували. Коли 1920 року, під час громадянської війни, у село прийшли білополяки, з ними повернувся і Костянтин Біскупський, вимагаючи повернення майна, проте швидкий наступ дивізії Котовського не дозволив здійснити задумане. Місцеві перекази розповідають, що з наступом фашистів, під час уже Другої світової війни, у село прийшла колишня ключниця Біскупських, яка й викопала заховані скарби (слід у діброві показують і нині).
Упродовж 1918-1924 рр. у поміщицькому маєтку було підсобне господарство військової частини; з 1924 року — будинок відпочинку; після Другої світової війни — будинок відпочинку для її учасників; з 1959 року — будинок пристарілих; тепер — психоневрологічний інтернат. 
Сьогодні на території парку зберігся палац, різні господарські будівлі, зведені уже за радянської влади.

## Опис
Південна частина парку є місцем зосередження різних будівель. На цій території розташована водонапірна башта. Зростають липи, їхній діаметр стовбура від 58,3 до 131,8 сантиметрів. Представлені такі види дерев, як ялина звичайна, акація, ясен звичайний, грабовий живопліт. В центральній частині парку розміщена невелика кругла клумба, на якій розташована бетонна ваза. Навколо неї є коловий підхід, до нього ведуть паркові доріжки. В цій частині парку зростають туї західні.
На схилі простягається північна частина парку. У ній двобічна грабова алея збереглась частково. Діаметр стовбурів дерев складає від 31,2 до 50,3 сантиметрів. По периметру ділянка парку оточена ровом. Зростають осики, діаметр стовбура не перевищує 138,5 сантиметрів. Представлений такий вид дерев, як тополя біла. Діаметр її стовбура 123,2 сантиметри.
Збережена дворядна алея, протяжність якої 400 метрів. На якій зростає ялина звичайна. Діаметр стовбура дерев сягає від 36,9 до 80,9 сантиметрів. Зберігся пеньок з діаметром 98,0 сантиметрів. Рослини представляють собою західну межу парку, по сусідству з ними розташовується колишній панський склад. На території парку ялини зростають також біогрупами від 3 до 9 штук. Є поодиноке дерево ялини звичайної, висота якого 33 метри, а діаметр стовбура 73,9 сантиметрів. Вона розташована на пагорбі поблизу палацу. Вид ялини звичайної гірляндо-повислої форми представлений трьома деревами. Заввишки вони від 22 до 25 метрів. Діаметри стовбура складають 56,7, 57,6 та 71,7 сантиметрів.
В парку є біогрупи липи серцелистої у кількості 4 та 5 дерев. Також зростає біогрупою гіркокаштан звичайний, він представлений і алейною посадкою. Висота горобини звичайної 20 метрів, діаметр стовбура 40,1 сантиметрів. Висота берези повислої також 20 метрів, діаметр стовбура 82,5 сантиметрів.
На території Виноградівського парку розташована діброва природного походження, на якій зростають дуби. Її площа налічує 2 гектари. На території діброви розвинений трав'яний покрив. Вік дерев складає 250–300 років. Максимальний діаметр стовбура 134,4 сантиметрів.
Два дерева псевдотсуги Мензіса сизої форми зростають у Виноградівському парку. Діаметр стовбурів 44,6 та 51,6 сантиметрів, а висота дерев 22 і 24 метри відповідно. На цій території представлені поодинокі особини модрини польської. Є два дерева ялиці білої. Їх висота 18 і 22 метри, діаметр стовбура 34,7 і 44 сантиметри. На пагорбі парку розташована біогрупа сосни Веймутової, яка складається з 7 дерев. Їх висота від 16 до 20 метрів, а діаметр стовбура від 30,6 до 68,2 сантиметрів. Вік дерев 100–110 років. Сосна звичайна зростає біогрупою. Дерева представлені у кількості 16 штук, діаметр їх стовбура від 32,5 до 35,7 сантиметрів.